# L2TP
L2TP (Layer Two Tunneling Protocol) è un protocollo di rete (standard IETF) che supporta reti private virtuali (VPN)
multiprotocollo e che consente agli utenti remoti di accedere alle reti aziendali in modo sicuro attraverso Internet.

## Panoramica
Il protocollo L2TP, a differenza del protocollo PPTP, non dipende dalle tecnologie di crittografia specifiche 
di ciascun fornitore, per l'autenticazione dell'utente. Il funzionamento avviene al livello 2 della pila ISO/OSI, ma di fatto è un protocollo che agisce al livello 5.
Utilizza ufficialmente la porta UDP 1701.
In realtà L2TP non fornisce alcuna sicurezza di per sé e deve essere usato insieme ad altri protocolli di autenticazione e criptazione. In genere si usa IPsec che fornisce sia l'autenticazione che la criptazione. La combinazione di questi protocolli è nota come L2TP/IPsec.

## Funzionamento generale
Gli estremi di una connessione L2TP sono chiamati LNS (L2TP Network Server) e LAC (L2TP Access Concentrator). LNS è il server che attende le connessioni, il LAC inizia la connessione. Una volta stabilita la connessione, il traffico potrà passare bidirezionalmente al suo interno, come in una galleria (vedi tunneling).
A questo punto è possibile far transitare dei protocolli più evoluti all'interno del tunnel che abbiamo creato. In genere per fare questo si usa il protocollo PPP. L2TP permette di instradare più VPN all'interno dello stesso tunnel.

## L2TP/IPsec
Inizialmente IPsec crea una connessione sicura. Successivamente L2TP crea un tunnel, sfruttando la connessione sicura IPsec.